# ジョエル・シュマッカー
ジョエル・シュマッカー（Joel Schumacher、1939年8月29日 - 2020年6月21日）は、アメリカ合衆国の映画監督・脚本家・映画プロデューサー・衣裳デザイナー。ニューヨーク出身。

## 略歴
スウェーデンからのユダヤ人の血を引く。パーソンズ美術大学で学び、ファッション業界で働くようになる。しばらくして映画やテレビの衣裳を手がけるようになる。そのうちに脚本を書くようになり、そのうちに1本が1976年に『カー・ウォッシュ』として映画化。1980年にはリリー・トムリン主演のコメディ映画『縮みゆく女』で映画監督としてデビューした。
1980年代には『セント・エルモス・ファイアー』などのブラット・パック映画でヒットを飛ばす。1995年には『バットマン』シリーズの第3作目『バットマン フォーエヴァー』の監督を務め大ヒットを収めるが、次の『バットマン & ロビン Mr.フリーズの逆襲』は失敗に終わり、第18回ゴールデンラズベリー賞に計9部門ノミネートされてしまう結果となった。近年は『8mm』や『フォーン・ブース』などのサスペンス映画を手がけた。
シュマッカーはシールやスマッシング・パンプキンズなどのミュージックビデオも制作している。
プライベートではゲイであることを公にしている。
2020年6月21日朝、長期に渡るがん闘病の末にニューヨークで逝去。80歳没。

## フィルモグラフィ
- シーラ号の謎 The Last of Sheila（1973）衣装
- スリーパー Sleeper（1973）衣装
- 二番街の囚人 The Prisoner of Second Avenue（1975）衣装
- カー・ウォッシュ Car Wash（1976）脚本
- インテリア Interiors（1978）衣装
- ウィズ The Wiz（1978）脚本
- D.C.キャブ D.C. Cab（1983）監督・原案・脚本
- セント・エルモス・ファイアー St. Elmo's Fire（1985）監督・脚本
- ロストボーイ The Lost Boys（1987）監督
- 今ひとたび Cousins（1989）監督
- フラットライナーズ Flatliners（1990）監督
- 愛の選択 Dying Young（1991）監督
- フォーリング・ダウン Falling Down（1993）監督
- 依頼人 The Client（1994）監督
- バットマン フォーエヴァー Batman Forever（1995）監督
- 評決のとき A Time to Kill（1996）監督
- バットマン & ロビン Mr.フリーズの逆襲 Batman & Robin（1997）監督
- 8mm 8MM（1999）監督・製作
- フローレス Flawless（1999）監督・脚本・製作
- タイガーランド Tigerland（2000）監督
- ゴシップ Gossip（2000）製作総指揮
- 9デイズ Bad Company（2002）監督
- フォーン・ブース Phone Booth（2002）監督
- ヴェロニカ・ゲリン Veronica Guerin（2003）監督
- オペラ座の怪人 The Phantom of the Opera（2004）監督・脚本
- ナンバー23 The Number 23（2007）監督
- ブラッド・クリーク Town Creek（2009）監督
- トゥエルヴ Twelve（2010）監督
- ブレイクアウト Trespass（2011）監督
- ホイットニー・ヒューストン/スパークル Sparkle 脚本原案
- ハウス・オブ・カード 野望の階段 House of Cards（2013）テレビドラマシリーズ　監督（計2話）